# جعبه صداقت

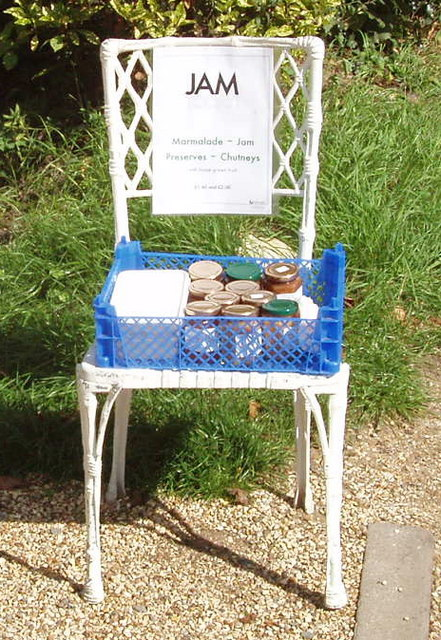
فروش قوطی مربا در کنار جاده

جعبه صداقت (انگلیسی: Honesty box) یک جعبه صداقت یک روش شارژ برای یک سرویس، مانند پذیرش یا پارکینگ ماشین، یا برای دریافت مبلغ یک محصول مانند تولیدات محلی (گل، میوه، محصولات لبنی، تولیدات خانگی و...) است که خریدار و متقاضی می‌تواند وجه مورد نظر را که معمولاً به وسیلهٔ یک اعلان یا اتکیت در بالای جعبه نصب شده و مشخص است را در یک جعبه بیندازد. این روش معمولاً بی مراقب و بر اساس صداقت موجود در جامعه ایجاد می‌شود و در خیلی کشورها قابلیت اجرا ندارد. در بعضی مواقع نیز این جعبه آهنی می‌باشد و به جایی ثابت متصل می‌شود. بعضی از فروشگاه‌ها و نیز برای فروش روزنامه برای جلوگیری از صف ایستادن مشتریان از این جعبه استفاده می‌نمایند.
چنین جعبه‌ای معمولاً در مناطق روستایی با بافت جمعیتی بومی برای محصولاتی استفاده می‌شود که ارزش آن پائین باشد.